# Beluće
Beluće (em cirílico:Белуће) é uma vila da Sérvia localizada no município de Mladenovac, pertencente ao distrito de Belgrado, nas regiões de Šumadija e Kosmaj. Possuía uma população de 263 habitantes segundo o censo de 2002.